# Bantariella tenuis
Bantariella tenuis är en mossdjursart som först beskrevs av Harmer 1915.  Bantariella tenuis ingår i släktet Bantariella och familjen Mimosellidae. Inga underarter finns listade i Catalogue of Life.